# Witkopbooteend
De witkopbooteend (Tachyeres leucocephalus) is een vogel die behoort tot de familie eendachtigen (Anatidae). De witkopbooteend is endemisch in Argentinië. Deze booteend werd pas in 1981 als aparte soort beschreven.

## Kenmerken
De eend is 61 tot 74 cm lang. De soort lijkt sterk op de vliegende booteend (T. patachonicus) en de reuzenbooteend
(T. pteneres) en werd daardoor aanvankelijk niet als nieuwe soort beschouwd. Deze soort heeft een veel lichter gekleurde kop. De snavel en poten van het mannetje zijn helder oranjegeel. Het vrouwtje en de onvolwassen eenden hebben een dof groengele snavel. Het vrouwtje heeft een donkere kop met een kenmerkende witte streep die vanaf het oog naar achter loopt en dan met een sierlijke boog terug naar de borst, geleidelijk breder wordend. Deze booteend verschilt met de vliegende booteend door een iets groter formaat, een dikkere nek, forsere snavel en kortere staart en vleugels. De witkopbooteend heeft vleugels maar gedraagt zich alsof hij het vermogen tot vliegen heeft verloren (essentially flightless).

## Verspreiding en leefgebied
De soort komt voor langs de Argentijnse kust vanaf het schiereiland Valdés tot de stad Comodoro Rivadavia, maar ook een paar locaties zuidelijker, soms tot in het Beaglekanaal. De soort houdt zich uitsluitend op in zout kustwater in de buurt van beschutte baaien en rotskusten. Daar broeden de eenden op rotsige eilandjes. De eenden foerageren op weekdieren en kreeftachtigen.

## Status
De witkopbooteend heeft een beperkt verspreidingsgebied en daardoor is de kans op uitsterven aanwezig. De grootte van de populatie werd in 2018 door BirdLife International geschat op 5300 tot 5600 individuen en de populatie-aantallen nemen af door habitatverlies. Het leefgebied wordt aangetast door olievervuiling. Omdat de vogel niet wegvliegt, is hij bijzonder kwetsbaar. Ook andere activiteiten in het kustgebied zoals de winning van guano en sportvisserij, werken verstorend op het broedsucces. Om deze redenen staat deze soort als kwetsbaar op de Rode Lijst van de IUCN.